# 시메나 벨라스코
시메나 다이아나 벨라스코 누녜스(스페인어: Ximena Daiana Velazco Núñez, 1995년 7월 31일 ~ )는 우루과이의 여자 축구 선수이다. 포지션은 미드필더이며, 현재 캄페오나토 우루과요 데 푸트볼 페메니노의 페냐롤에서 활동하고 있다.